# Tigrioides transversa
Tigrioides transversa är en fjärilsart som beskrevs av Walker 1864. Tigrioides transversa ingår i släktet Tigrioides och familjen björnspinnare. Inga underarter finns listade i Catalogue of Life.